# سكاز
سكاز (بالروسية: сказ)‏ هو نوع من السرد الروائي الشفهي الروسي. تأتي الكلمة من skazátʹ، «يحكي»، وترتبط أيضًا بكلمات مثل rasskaz، «قصة قصيرة» و skazka، «حكاية خرافية». يستخدم الراوي لهجة عامية من أجل تولي شخصية ذات طابع معين. يتم دمج الحكاية العجيبة في السرد المحيط، ولا تقدم بين علامتا التنصيص. هذا ليس مجرد أسلوب سردي بل يستخدم أيضًا كعنصر في كوميديا المونولوج الروسي.
الحكاية هي نوع من السرد الأدبي والفني الذي يقلد الفلكلور بأسلوب وتجويد خاص وأسلوب لفظ الكلام لإعادة إنتاج خطاب الراوي في الأنواع الشعبية الشفوية أو الخطاب الشعبي النابض بالحياة بشكل عام. السمة المميزة للحكاية هي وجود الراوي الذي لا يتزامن مع المؤلف، الذي لا يتطابق أسلوبه في الكلام مع القواعد الأدبية الحديثة.
أول من وصف سكاز هو الشكلي الروسي بوريس إيخنباوم ‏ في أواخر عام 1910. في مقالتين تم نشرهما في ذاك الوقت، وصف الباحث الأدبي هذه الظاهرة كشكل من أشكال الخطاب دون الوساطة أو الارتجالي. قام بتطبيقه على وجه التحديد على قصة نيكولاي غوغول القصيرة «المعطف»، في مقال نشر عام 1919 بعنوان «كيف صنع معطف غوغول». رأى أيخنباوم أن السكاز عنصر أساسي في الثقافة الروسية، ويعتقد أن الأدب القومي لا يمكن أن يتطور دون هذا الارتباط القوي بالتقاليد الشفهية. من بين النقاد الأدبيين الذين تحدثوا عن هذه النظرية في عشرينيات القرن الماضي، كان يوري تيانانوف ‏، وفيكتور فينوغرادوف ‏ وميخائيل باختين. يصر الأخير على أهمية سكاز في التنميق ، ويميز بين سكاز كشكل من الأشكال البسيطة من الخطاب تجسيدها (كما هو موجود في تورجنيف أو Leskov)، ثم انقر نقرا مزدوجا اعرب سكاز، حيث نية للمؤلف parodistic هو واضح (كما هو موجود في غوغول أو دوستويفسكي).
بالإضافة إلى غوغول كان نيكولاي ليسكوف من أكثر مستخدمي هذا الأسلوب في القرن التاسع عشر، وكان من أنصار الأسلوب في القرن العشرين أليكسي ريميزوف ‏ وميخائيل زوشينكو وأندري بلاتونوف وإسحاق بابل. ويستخدم المصطلح أيضًا لوصف العناصر الموجودة في أدب البلدان الأخرى؛ في الآونة الأخيرة، عممه الكاتب البريطاني والناقد الأدبي ديفيد لودج. عثر جون مولان، أستاذ اللغة الإنجليزية في كلية لندن الجامعية، أمثلة على السكاز في فيلم للكاتب الأمريكي جيروم ديفيد سالينجر في فيلم «الحارس في حقل الشوفان» ورواية فيرنون غود ليتل ‏ للمؤلف الأسترالي بيتر فينلاي ‏.